# Bauntovsky Evenkiysky (huyện)
Huyện Bauntovsky-Zvenkiyisky (tiếng Nga: Баунтовский эвенкийский райо́н) là một huyện hành chính tự quản (raion), của Buryatia, Nga. Huyện có diện tích 65639 km², dân số thời điểm ngày 1 tháng 1 năm 2000 là 11600 người. Trung tâm của huyện đóng ở Bagdarin.